# Іконографія Ісуса Христа
Іконографія Ісуса Христа — сукупність систем, шкіл і творів, що зображують Ісуса Христа.

Про необхідність зображень Ісуса Христа для життя християнина, для пізнання Бога прп. Іван Дамаскин писав:
…за посередництвом іконного живопису ми споглядаємо зображення тілесного Його виду, і чудес, і страждань Його… І шануємо і вклоняємося тілесному вигляду Його. А споглядаючи тілесний вигляд Його, ми йдемо, наскільки це можливо, до споглядання і слави Його Божества.
Зображення Ісуса Христа від I ст. не збереглися. Однак, за свідченням Отців Сьомого Вселенського собору, «передання робити живописні зображення існувало ще за часів апостольської проповіді». Згідно з Святим Переданям, перша ікона Спасителя з'явилася ще за часів Його земного життя. Це Нерукотворний образ Ісуса, історія якого пов'язана з царем Осроена Абгарем V бар Ману Уккама. Євагрій Схоластик в «Церковній історії» пише, що цю «нерукотворну ікону… не руки людей створили». У 944 р. візантійський імп. Роман I Лакапин виміняв Нерукотворний образ на 200 полонених мусульман і його урочисто перенесли зі столиці Осроена Едесси в Константинополь, де помістили в Фароському храмі Великого імператорського палацу (на честь цієї події було встановлено церковне свято — Перенесення Нерукотворного образу Спасителя (16 серпня)). Після розгрому Константинополя хрестоносцями в 1204 р. сліди святині губляться.

## Іконографія Ісуса Христа в ранньохристиянському мистецтві (1-ша пол. III— поч. IVст.)

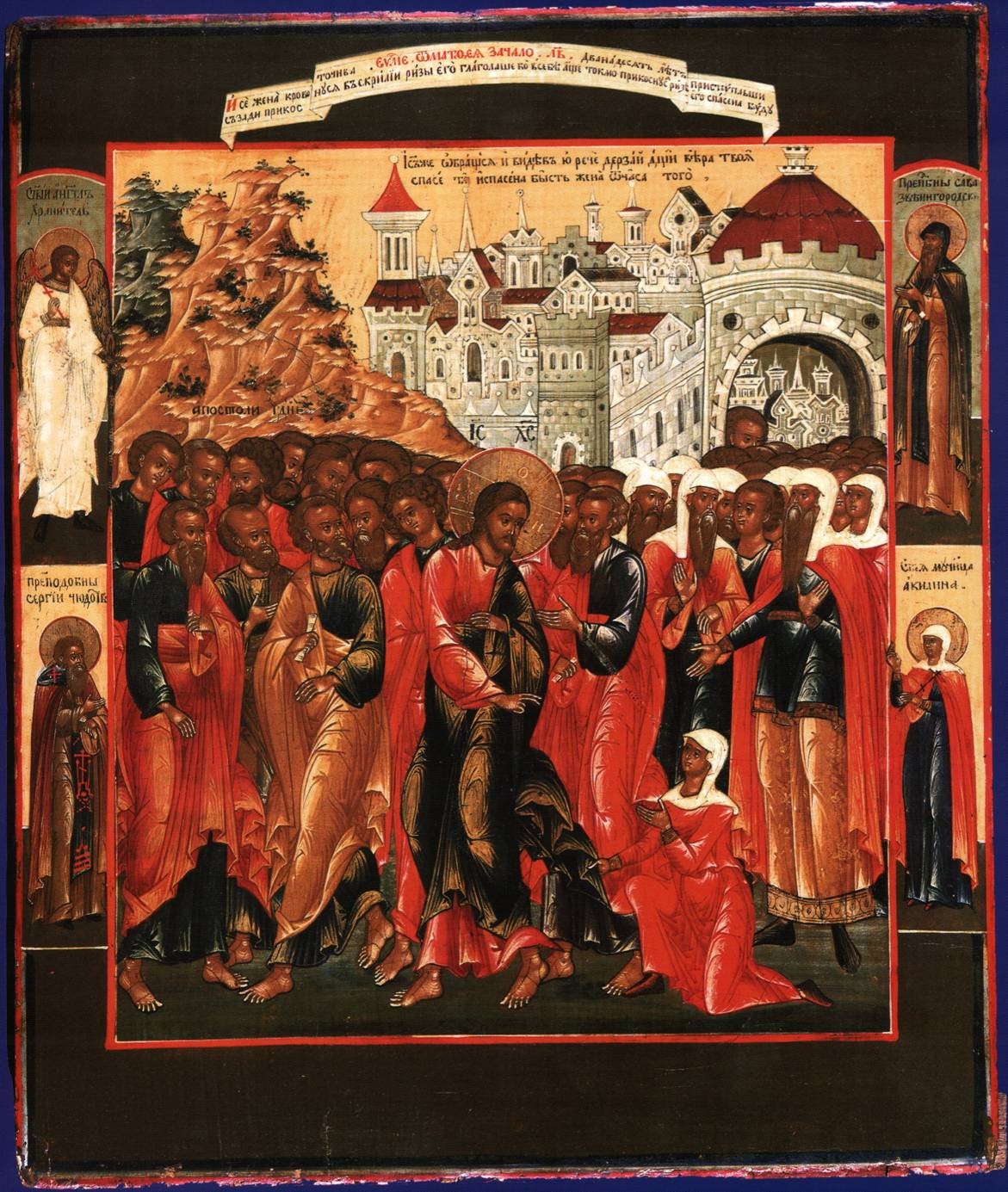
Ікона: Ісус зціляє кровоточиву жінку

Найбільш ранні христ. зображення (перш за все сцени), що включають образ Ісуса Христа, знаходяться в римських катакомбах 1-ї пол. III — 1-ї пол. IV ст., На саркофагах того ж часу, в «домашній церкві» в Дура-Европос (232/3 або між 232 і 256). Тематика розписів катакомб заснована на сюжетах Старого і Нового Завітів. Коло сюжетів невелике: «Воскресіння Лазаря», «Христос і самарянка», «Зцілення розслабленого» — в катакомбах Калліста (1-ша пол. III ст.); «Воскресіння Лазаря», «Зцілення кровоточивої» — в катакомбах Претестата (IV ст.); «Насичення п'яти тисяч», «Вигнання бісів» — в катакомбах св. Севастіана (III ст.); «Приборкання бурі на морі», «Зцілення розслабленого», «Жінки-мироносиці біля гробу Господнього» — у Дура-Европос. У ряді сцен («Хрещення», «Євхаристійна трапеза», «Множення хлібів») представлений умовний образ юнака, а не історичне зображення Ісуса Христа.
Символічні зображення Ісуса мали на меті розкрити різні сторони Його земного служіння і вчення. Наприклад, старозавітна історія про Йону в череві кита символізувала 3-денне перебування Ісуса у гробі і Його воскресіння, а зображення праведного Ноя в ковчезі — порятунок Ісусом людського роду від смерті; при цьому використовувалися і символічні образи античного та міфологічного походження.
Один з найбільш значущих ранньохристиянських символів — риба. У його основі вислів: «Ісус Христос Син Божий Спаситель» (Ιησοῦς Χριστὸς Θεοῦ Υἱὸς Σωτήρ), початкові літери якого складають древнегрецьке слово ἰχθύς (що грецькою означає риба; див. ст. Іхтіс). Зв'язок цього символу з таїнством Хрещення, розкритий в словах Тертуліана: «Ми маленькі рибки, ведені нашим Іхтіс, ми народжуємося у воді і можемо врятуватися не інакше як перебуваючи у воді», знайшов вираження і в давньохристиянському мистецтві (напр., зображення риб і якоря на похоронній стели III ст., Музей Терм, Рим). Зображення риби й хліба є символом таїнства Євхаристії (катакомби Калліста; оклад Євангелія зі скарбниці собору в Мілані, V ст .;). На рельєфі релікварію з Брешії (бл. 340, Музей Коррер, Венеція) співвіднесені зображення риби і півня, ймовірно вказують на смерть і воскресіння Спасителя.
Інші поширений ранньохристиянський символ — виноградна лоза, зображення яке є символом, з одного боку, Ісуса Христа і Церкви: відповідно до слів: «Я є лоза, а ви — гілки; хто перебуває в Мені, і Я в ньому, той приносить багато плоду» (Ін 15:5), з іншого — Євхаристії: згідно Клименту Олександрійському, «виноград дає вино, як Слово дало свою кров».
Як символічного зображення Ісуса мистецтво широко використало античний образ Доброго Пастиря. Зображення юнака або чоловіка в короткій туніці з вівцею на плечах і з оточуючими його вівцями в III–V ст. зустрічаються повсюдно: в розписах римських катакомб, в мозаїках базилік і гробниць (в соборній базиліці в Аквілєє, сер. IV ст., в мавзолеї Галли Плацидии в Равенні), на рельєфах саркофагів (Музеї Ватикану, IV ст.), на надгробних стелах (Музей Терм, Рим, III–IV ст.), у вигляді статуй.
Пізньоантичний буколічний образ пастуха і гармонійної природи отримав в християнському мистецтві новий зміст. Пастух із вівцею на плечах став символом божественного людинолюбства, прекрасний сад — образ раю, де разом зі своїм пастирем Ісусом Христом перебувають душі праведників. Образ Доброго пастиря в ранньохристиянському мистецтві співвідноситься з темою Хрещення, наприклад в розписах хрещальні в Дура-Європос, у рельєфах саркофагів (саркофаг із церкви Санта-Марія Антиква в Римі, бл. 270), у мозаїках баптистеріїв (собору Сан-Джованні ін Фонте в Неаполі, 2-га пол. IV ст.; в Латеранському баптистерії, IV ст.). Образ Доброго Пастиря пов'язаний також з темою навчання, де паства — учні (пор .: Ін 21. 15-17; Еф 4. 11). Символічним зображенням Ісуса Христа — Вчителя є також фігура античного філософа. Так, на рельєфах саркофага з церкви Санта-Марія Антиква послідовно представлені Хрещення, Добрий Пастир, філософ який сидить, Оранта, прор. Іона і вівці що пасуться в саду. Зображення Ісуса як античного філософа, оточеного учнями, збереглися в катакомбах Люцини та катакомбах Калліста.
Міфологічний образ Орфея, що приборкує своєю лірою диких звірів, також був переосмислений давньохристиянським мистецтвом як символічне зображення Ісуса (катакомби Калліста, кубікула Орфея). Ймовірно, на ту ж традицію спирався Климент Олександрійський, протиставляючи Ісуса Христа Орфею. Збереглося також рідкісне зображення Ісуса Христа у вигляді Геліоса, одягненого в сяючі білий одяг і керуючого колісницею, що мчиться по золотому, в пагонах виноградної лози небосхилу. Його голова оточена 7-променевим німбом (мозаїка зводу гробниці Юлії під старою базилікою ап. Петра в Римі).